# Биже (река)
Биже́ (Быжы) — река в Казахстане, протекает по территории Кербулакского и Коксуского районов Жетысуской области. Левый приток Каратала.

## География
Река Биже — второй по величине приток реки Каратал, образуется у села Карымсак слиянием рек Когалы (правая составляющая) и Байтерек (левая составляющая). Эти реки в свою очередь берут начало на северо-западном склоне хребта Алтынэмель на высоте около 2000 м. Весь водосбор реки расположен в западных низкогорных отрогах Джунгарского Алатау. В отличие от горных рек, река Биже уже в истоках имеет широкую неясно выраженную долину и пойму шириной до 700 м. От истока река Биже течёт на северо-запад, ниже села Кызылтоган поворачивает на север. В среднем течении при пересечении рекой невысоких гор и холмов долина и пойма сужаются, но при выходе на равнину долина вновь расширяется и склоны её сливаются с окружающей местностью. Впадает в Каратал севернее села Канабек. Длина реки составляет 177 км (вместе с крупнейшим из истоков), площадь водосбора — 5500 км². Среднегодовой расход воды 2,49 м³/с (около аула Айдар).

## Фотографии

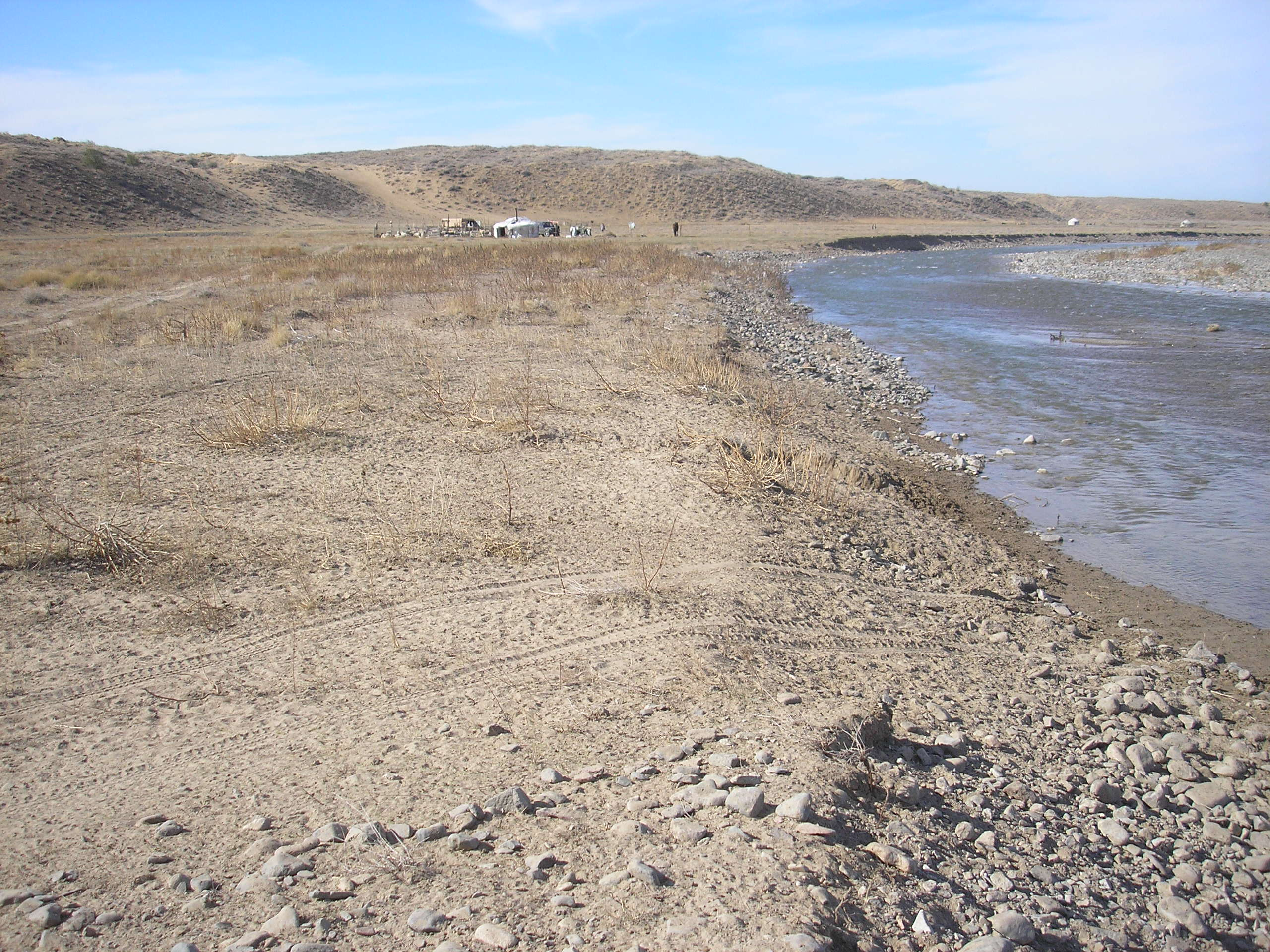
Пойма реки Биже
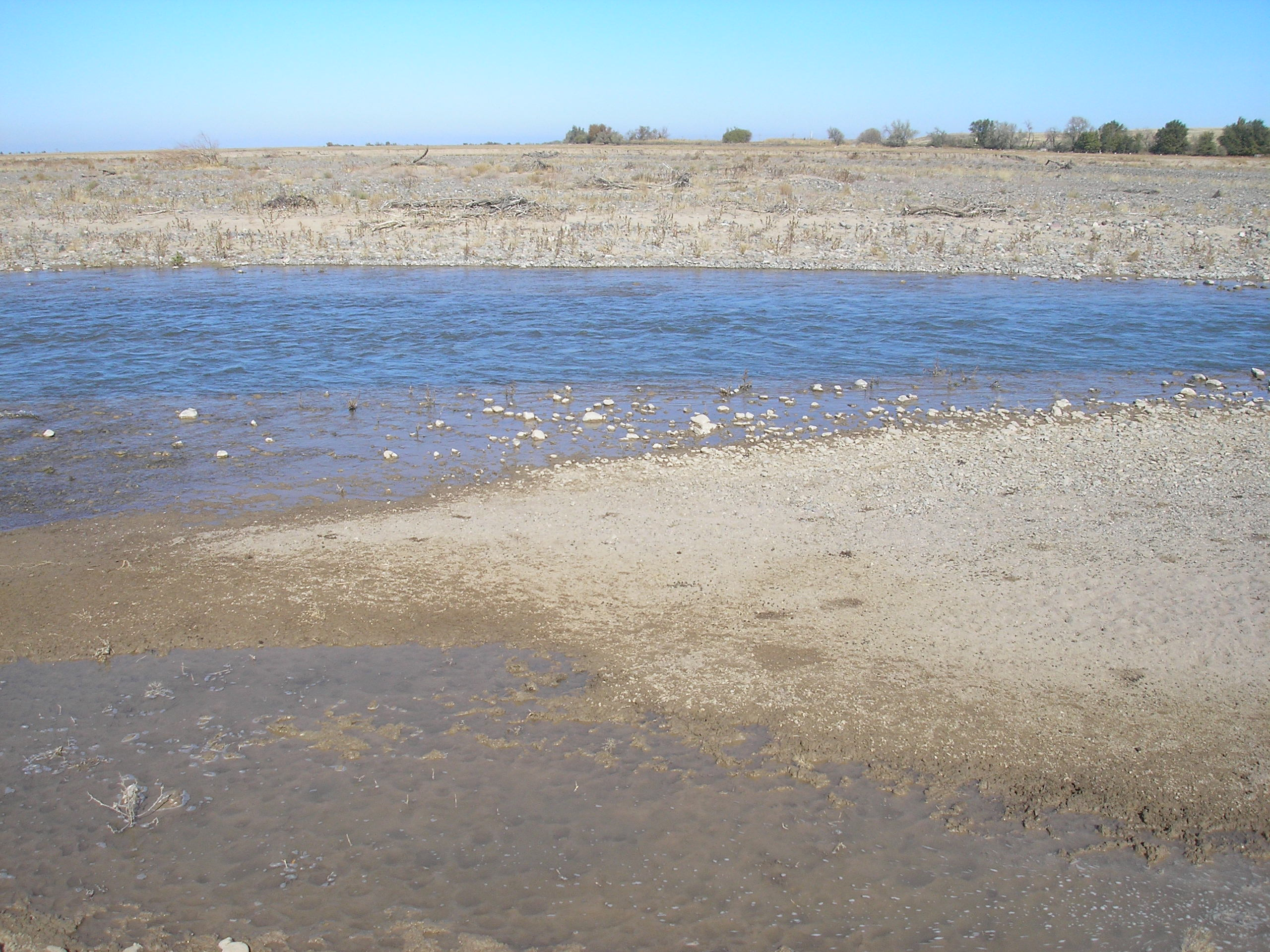
Вид на реку